# Annsborough

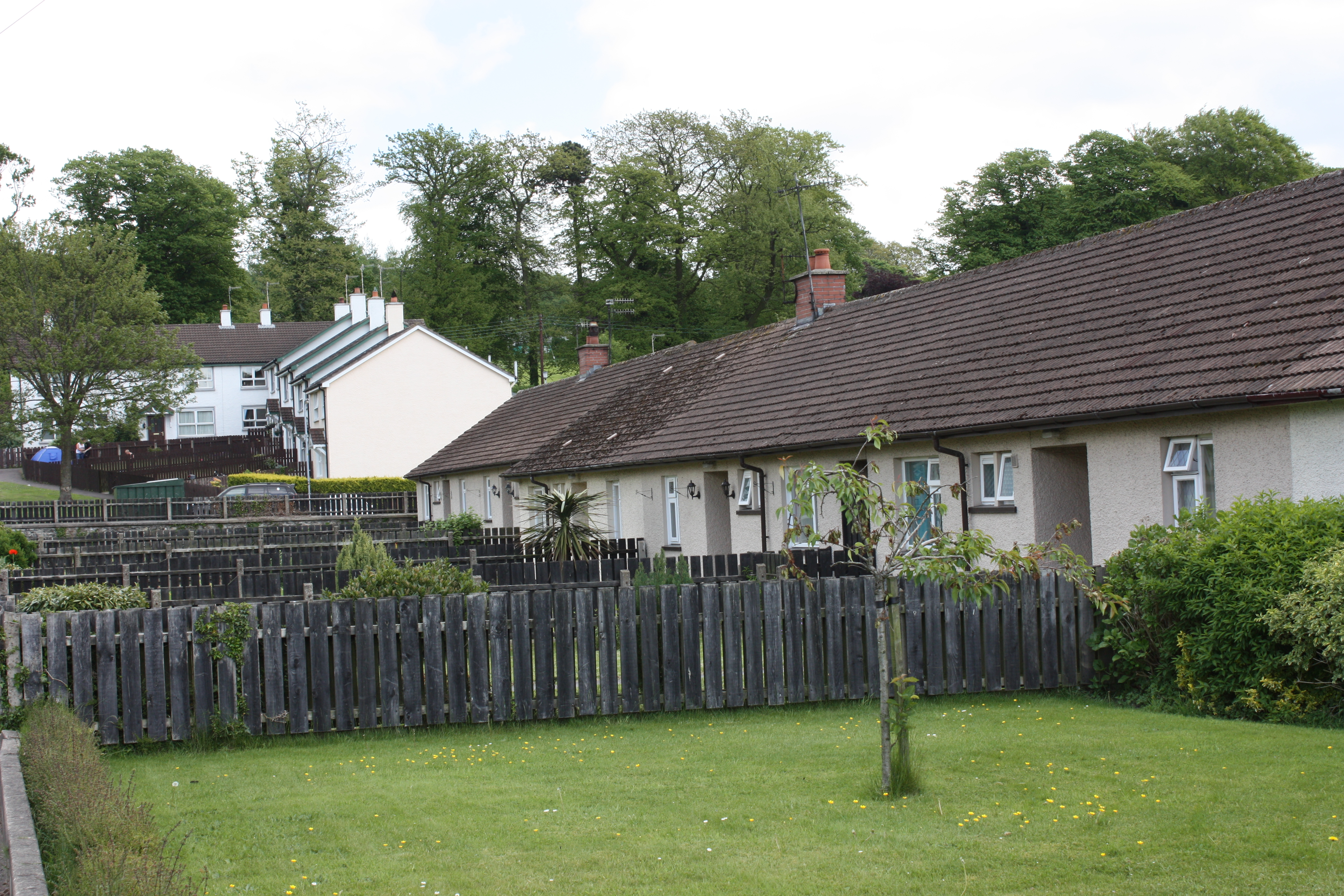
Annsborough, maj 2010

Annsborough är en småort i County Down i Nordirland. Enligt folkräkningen 2000/2001 har orten 593 invånare.

## Historik
Skolan Annsborough Primary School öppnade första gången 1835.